# 3340 Yinhai
3340 Yinhai è un asteroide della fascia principale. Scoperto nel 1979, presenta un'orbita caratterizzata da un semiasse maggiore pari a 2,2337411 UA e da un'eccentricità di 0,1940478, inclinata di 5,60446° rispetto all'eclittica.